# Steven Nagel
Steven Ray Nagel (Canton, 27 de outubro de 1946 – Columbia, 21 de agosto de 2014) foi um astronauta norte-americano, veterano de quatro missões do programa do ônibus espacial da NASA. 

## Força Aérea
Formado em engenharia astronáutica e aeronáutica em 1969 pela Universidade de Illinois e com mestrado em engenharia mecânica em 1978 pela Universidade do Estado da Califórnia em 1978, ele entrou para a Força Aérea no Corpo de Treinamento de Oficiais da Reserva da Força Aérea através do programa da Universidade de Illinois. Completou seu treinamento para graduação como piloto na Base Aérea de Laredo, no Texas, em fevereiro de 1970, sendo designado a seguir para a Luke Air Force Base, no Arizona, para treinamento em jatos F-100 Super Sabre.
Entre outubro de 1970 e janeiro de 1971, Nagel integrou um esquadrão tático de combate baseado na Louisiana e no ano seguinte serviu como instrutor de North American T-28 Trojan na Tailândia, voltando em 1972 para a mesma base na Louisiana, onde passou três anos como instrutor de voo de caças A-7 Corsair. Em 1975, formou-se como piloto de teste na prestigiosa Escola de Pilotos de Teste da Força Aérea dos Estados Unidos, na Base Aérea de Edwards, na Califórnia. Como piloto de testes, ele atuou no desenvolvimento e aperfeiçoamento de vários caças, entre eles o F-4 Phantom II e várias versões do A-7. Acumulou 9.400 horas de voo, sendo 6.650 delas em caças de combate.

## NASA
Nagel tornou-se astronauta em agosto de 1979 e trabalhou nas equipes de apoio em terra para as três primeiras missões do ônibus espacial. Sua primeira ida ao espaço foi como especialista de missão da STS-51-G Discovery em junho de 1985, que também levou ao espaço pela primeira e única vez  um saudita, Sultan bin Salman bin Abdulaziz al-Saud, membro da família real da Arábia Saudita e que colocou em órbita o primeiro satélite de comunicações saudita,o Arabsat-1B.
Sua segunda missão espacial foi como piloto da STS-61-A Challenger, em novembro do mesmo ano e o último voo bem sucedido da Challenger, que levou à órbita o Spacelab, para experiências científicas criadas e coordenadas pelos alemães, a partir do centro de controle da ESA em Oberpfaffenhofen, na Alemanha Ocidental.
Suas duas últimas missões foram como comandante. A primeira delas seis anos depois, em abril de 1991, na STS-37 Atlantis, que colocou em órbita o Observatório de raios Gama Compton e realizou a primeira caminhada espacial americana depois de cinco anos e meio. Realizou sua última missão comandando a STS-55 Columbia em abril de 1993, outra missão do Spacelab conduzida pelos alemães. 
Após completar suas quatro missões em órbita, Nagel atingiu um total de 723 horas no espaço. No início de 1995, desligou-se da Força Aérea e do Departamento de Astronautas da NASA, para assumir posições de diretoria no Centro Espacial Lyndon B. Johnson, em Houston. Casado com a também astronauta Linda Godwin, trabalhou por quinze anos em funções de comando e pesquisa em terra, até retirar-se definitivamente da NASA em 2011.